# Ivan Gašparovič
Ivan Gašparovič (Poltár, 27 marzo 1941) è un politico, giurista e docente slovacco.

## Biografia
È di origini croate ed è divenuto Presidente della Repubblica Slovacca il 15 giugno 2004.
Gašparovič nacque a Poltár, presso Lučenec e Banská Bystrica, nella Slovacchia centro-meridionale. Il padre, Vladimir Gašparović, era immigrato in Slovacchia dalla Croazia alla fine della prima guerra mondiale ed era insegnante in una scuola superiore a Bratislava.
Gašparovič studiò alla Facoltà di Legge dell'Università Comenio di Bratislava dal 1959 al 1964. Lavorò all'Ufficio del Prosecutore del Distretto nel Distretto di Martin (1965—1966), e divenne in seguito Procuratore a Bratislava (1966—1968). Nel 1968 si unì al Partito Comunista di Slovacchia, per sostenere le riforme di Alexander Dubček, ma fu espulso dal partito dopo l'invasione in Cecoslovacchia dei Paesi del Patto di Varsavia nell'agosto del 1968 (vedere Storia della Cecoslovacchia).
Nonostante l'espulsione, Gašparovič poté continuare la sua carriera legale e dal 1968 al luglio 1990 fu insegnante al Dipartimento di Legge Criminale, Criminologia e Pratica criminologica alla Facoltà di Legge all'Università di Bratislava. Nel febbraio 1990 divenne prorettore dell'Università stessa.
Dopo la rivoluzione di velluto e la conseguente caduta del regime comunista, Gašparovič fu scelto dal neo-presidente eletto Václav Havel per diventare il procuratore generale federale della nazione. Gašparovič tornò temporaneamente all'Università Comenio, come membro del Consiglio Scientifico universitario e del Consiglio Scientifico della Facoltà di Legge. Alla fine del 1992, fu uno degli autori della Costituzione della Slovacchia.
Fu presidente del Consiglio nazionale slovacco nel 1992 e come primo cittadino fu lui ad annunciare l'Indipendenza il 1º gennaio 1993. Dopo l'Indipendenza rimase alla guida del Consiglio nazionale della Repubblica Slovacca fino al 29 ottobre 1998.
Nelle elezioni presidenziali del 21 marzo e 4 aprile 2009 Ivan Gašparovič è stato riconfermato presidente della Repubblica Slovacca.